# Страж (роман)
«Страж» (англ. The Watcher) — мистический роман английского писателя Чарльза Маклина, впервые издан в 1982 году. На русском языке впервые издан в 1999 году в переводе Виктора Топорова.

## Сюжет
Счастливый семьянин и преуспевающий коммерсант внезапно оказывается втянут в царство кошмаров, где сон сливается с явью, сеанс у психотерапевта оборачивается визитом к самому сатане, а погружения в череду прежних существований выявляют один и тот же роковой ритм с трагической кульминацией.
Главный герой решает сделать подарок своей жене к её дню рождения. Он неожиданно убивает своих любимых собак и кладет их в коробку. Потрясенный случившимся, он обращается к психоаналитику. Сеансы позволяют ему вспомнить предыдущие перерождения. Внезапно он осознает, что у него был не просто приступ безумия, а особая миссия.

## Отзывы критики
По мнению Дмитрия Быкова, «это великая книга, это книга исключительно высокого класса... символичная, с гениально подобранными лейтмотивами».
В 2010 г. обозреватель The Guardian Чарли Хигсон в своём топ-10 книг-ужастиков поставил «Стража» на первое место.